# Terence Bayler
Terence Bayler (* 24. Januar 1930 in Wanganui; † 2. August 2016) war ein neuseeländischer Schauspieler.

## Leben
Bayler wurde in Wanganui als Sohn des Bühnenarbeiters Harold Bayler und seiner Amy, geb. Allomes, geboren. Sein erster Filmauftritt war die männliche Hauptrolle in dem neuseeländischen Film Broken Barrier von 1952. Dort spielte er einen jungen Journalisten, der sich in eine Maori-Frau verliebt.
1971 spielte er die Rolle des Macduff in Roman Polańskis Verfilmung von Shakespeares Macbeth. Bei einem Schwertkampf mit Hauptdarsteller Jon Finch wurde er verletzt und musste knapp über dem Auge genäht werden.
Mit einem Auftritt in Eric Idles BBC-TV-Serie Rutland Weekend Television im Jahre 1975 begann Baylers besondere Beziehung zu Monty Python. So spielte er den Leggy Mountbatten, Manager der fiktiven Beatles-Parodie-Band The Rutles, im amerikanischen TV-Film The Rutles – All You Need Is Cash (1978) und die kleine Rolle des Mr. Gregory in Das Leben des Brian (1979). In den von Monty-Python-Mitglied Terry Gilliam inszenierten Filmen Time Bandits (1981) und Brazil (1985) hatte er ebenfalls Auftritte. Eric Idle besetzte ihn außerdem mit einer Rolle in dem Bühnenstück Pass The Butler am Londoner West End Theatre.
2001 spielte Terence Bayler den Blutigen Baron im ersten Teil der Harry-Potter-Filmserie. Er beendete seine Schauspielkarriere um das Jahr 2010, insgesamt umfasste sein filmisches Schaffen bis dahin mehr als 80 Film- und Fernsehproduktionen.

## Filmografie (Auswahl)
- 1952: Broken Barrier
- 1956: Panzerschiff Graf Spee (The Battle of the River Plate)
- 1963: Kommissar Maigret (Maigret, Fernsehserie, Folge 4x09)
- 1963: Autofalle (The Hi-Jackers)
- 1966/1969: Doctor Who (Fernsehserie, 2 Folgen)
- 1970: Ivanhoe (Miniserie, 2 Folgen)
- 1971: Macbeth
- 1971: Die Rivalen von Sherlock Holmes (The Rivals of Sherlock Holmes, Fernsehserie, Folge 1x12)
- 1975: Das Haus am Eaton Place (Upstairs, Downstairs, Fernsehserie, Folge 5x13 Trophäenjagd)
- 1975–1976: Rutland Weekend Television (Fernsehserie, 5 Folgen)
- 1976: The Hunchback of Notre Dame (Fernsehfilm)
- 1978: The Rutles – All You Need Is Cash (All You Need Is Cash, Fernsehfilm)
- 1979: Das Leben des Brian (Monty Python’s Life of Brian)
- 1981: Time Bandits
- 1981: Die Bilder der Brüder Burton (Pictures)
- 1985: Brazil
- 1987: Crystalstone
- 1992: Verlorenes Paradies (The Other Side of Paradise, Miniserie, 4 Folgen)
- 1992: The Bill (Fernsehserie, Folge 8x102)
- 1993: Der Fluch der Edelsteine (Eye of the Storm, Miniserie, Folge 1x01)
- 1993: Lippenstift am Kragen (Lipstick on Your Collar, Miniserie, 2 Folgen)
- 1993: Was vom Tage übrig blieb (The Remains of the Day)
- 2001: Harry Potter und der Stein der Weisen (Harry Potter and the Philosopher’s Stone)
- 2008: Crowley – Back From Hell (Chemical Wedding)
- 2010: We Know What We Know (Kurzfilm)